# Лениногорская улица (Москва)
Лениного́рская улица (раньше называлась улица Ленина) — улица, расположенная в Восточном административном округе города Москвы на территории района Косино-Ухтомский. Проходит от Поселковой улицы до улицы 8 Марта.

## История
Улица возникла на территории бывшего рабочего посёлка Косино, носила название улица Ленина. В 1985 году эта территория была включена в состав города Москвы. Улице было решено дать другое название для устранения одноимённости. 6 февраля 1986 года улица была переименована Лениногорскую — в честь города  Лениногорск.

## Направление
Лениногорская улица берёт своё начало у поворота Поселковой улицы на северо-восток. Идёт на юго-восток вдоль железнодорожных путей Казанского направления. К ней примыкают Школьная улица и улица Свердлова. Доходит до перекрёстка с улицей 8 Марта (современная административная граница Москвы и Люберец), за которым переходит в улицу Ленина в Люберцах.

## Транспорт
По Лениногорской улице ходят маршрутки № 722 и автобусы № 722 и 747. На чётной стороне улицы находятся железнодорожные платформы Косино и Ухтомская Казанского и Рязанского направлений МЖД. Ближайшие станции метро — «Лермонтовский проспект» и       «Косино», расположенные по другую сторону железной дороги.